# تمرة (تونس)
تَمْرَة (تُكتب أحياناً طَمْرَة) هي قرية تونسية تقع في معتمدية سجنان من ولاية بنزرت، قرب رأس سيرات.

### مواضيع ذات علاقة
- ولاية بنزرت.
- معتمدية سجنان.